# Dekanat Boguchwała
Dekanat Boguchwała – dekanat diecezji rzeszowskiej składający się z 9 parafii:
- Boguchwała – św. Stanisława Biskupa
- Kielanówka – św. Urszuli Ledóchowskiej
- Lutoryż – Matki Bożej Częstochowskiej i św. Józefa
- Mogielnica – Podwyższenia Krzyża Świętego i Najświętszej Maryi Panny Matki Kościoła
- Niechobrz – Matki Bożej Nieustającej Pomocy
- Rzeszów-Zwięczyca – św. Józefa
- Wola Zgłobieńska – Matki Bożej Królowej Polski
- Zabierzów – Wszystkich Świętych
- Zgłobień – św. Andrzeja Apostoła